# Peyrus
Peyrus är en kommun i departementet Drôme i regionen Auvergne-Rhône-Alpes i sydöstra Frankrike. Kommunen ligger i kantonen Chabeuil som tillhör arrondissementet Valence. År 2022 hade Peyrus 576 invånare.

## Befolkningsutveckling
Antalet invånare i kommunen Peyrus
Referens:INSEE